# Microbotryaceae
Die Microbotryaceae bilden eine Familie aus der Ordnung der Microbotryales. Zu dieser Familie gehören die sogenannten Antherenbrände auf Nelkengewächsen.

## Merkmale

### Makroskopische Merkmale
Die Microbotryaceae parasitieren auf einer Vielzahl von Pflanzenarten. Sie sind makroskopisch erkennbar durch die Umwandlung der Staubblätter, Staubfäden oder Fruchtknoten ihrer Wirte in meist dunkel gefärbter Sporenlager (Sori), die die Blüte schmutzig bepudert erscheinen lassen. Selten entwickeln sich die Sori auch auf ganzen Blüten oder im Blattgewebe.

### Mikroskopische Merkmale
Die Microbotryaceae besitzen längs septierte Basidien. Ihre Hyphen wachsen im Wirt interzellulär, haben aber keine Saugfäden. Die Teliosporen sind kugelig, eiförmig oder eckig, hyalin bis braun oder blassviolett und glatt bis warzig. Die Teliosporen keimen und bilden ein drei- bis vierzelliges Promycelium (Basidium), aus dem dann sitzende Basidiosporen gebildet werden, die schmal, hyalin und unseptiert sind.
Zum Unterschied zu ihrer Schwesterfamilie Ustilentylomataceae besitzen ihre Hyphen auch bei Reife nur porenlose Septen.

## Ökologie und Verbreitung
Die Microbotryaceae kommen weltweit in gemäßigten Zonen vor. Auch wenn die bekanntesten Arten auf Nelkengewächsen parasitieren, kommen sie besonders auf Knöterichgewächsen und auf insgesamt neun Pflanzenfamilien vor. Weitere Arten schmarotzen auf Vertretern der Korbblütler, Kardengewächse, Enziangewächse, Lippenblütler, Wasserschlauchgewächse und Nachtkerzengewächse. Da sie auf den Antheren vorkommen, werden sie als Sexuell übertragbare Erkrankung betrachtet.

## Taxonomie
Die Microbotryaceae wurden lange zu den Brandpilzen gestellt, da ihr Lebenszyklus ähnlich ist. Allerdings sind sie näher mit den Rostpilzen verwandt.
- Bauerago: auf Sauergräsern und Binsengewächsen
- Bauhinus
- Haradaea
- Liroa
- Microbotryum: größte Gattung
- Sphacelotheca
- Zundeliomyces: monotypisch mit nur einer Art: Zundeliomyces polygoni